# El Far d'Empordà
El Far d'Empordà (tiếng Tây Ban Nha: Alfar) là một đô thị trong ‘‘comarca’’ Alt Empordà, Girona, Catalonia, Tây Ban Nha.